# Patrick Bordeleau
Patrick Bordeleau (* 23. März 1986 in Montreal, Québec) ist ein kanadischer Eishockeyspieler, der seit August 2016 bei den Cardiff Devils in der britischen Elite Ice Hockey League unter Vertrag steht.
Bordeleau ist ein defensiv ausgerichteter Stürmer, der auf dem linken Flügel spielt und wegen seiner Zweikampfhärte sowie körperlichen Statur zumeist als Enforcer in der vierten Reihe eingesetzt wird. Aufgrund dieser Spielweise erhält Bordeleau häufig Strafzeiten, so hält er mit 435 Strafminuten in einer Saison den Franchise-Rekord bei den Lake Erie Monsters.

## Karriere
Bordeleau begann seine Karriere in der Saison 2003/04 bei den Foreurs de Val-d’Or in der kanadischen Juniorenliga Ligue de hockey junior majeur du Québec, wo er insgesamt in drei Spielzeiten auf dem Eis stand. Die folgenden Jahre in seiner Laufbahn waren von vielen Vereinswechseln geprägt. So war er in der Saison 2006/07 für die Weyburn Red Wings, Valleyfield Braves, Drummondville Voltigeurs und die Acadie-Bathurst Titan in verschiedenen Nachwuchsligen aktiv, ehe er die darauffolgende Spielzeit in der East Coast Hockey League bei den Charlotte Checkers, Wheeling Nailers und den Pensacola Ice Pilots verbrachte sowie eine Partie für das Universitätsteam der University of St. Thomas bestritt.
In der Saison 2007/08 war der Kanadier dann sogar für sechs unterschiedliche Vereine aktiv, darunter die Augusta Lynx und die Florida Everblades in der ECHL. Daneben konnte er einige wenige Einsätze in der American Hockey League für die Albany River Rats, Springfield Falcons, Milwaukee Admirals und den Lake Erie Monsters verbuchen. Bei den Monsters erhielt der Linksschütze letztlich auch einen Vertrag für die Spielzeit 2009/10 und konnte sich in den folgenden drei Jahren als Defensivstürmer in der Mannschaft etablieren.
Nachdem Bordeleau im Jahr 2010 bereits an einem Trainingscamp der Colorado Avalanche teilgenommen hatte, unterzeichnete er dort im Sommer 2011 seinen ersten Vertrag in der National Hockey League. Nachdem er in der Saison 11/12 zunächst weiterhin beim Farmteam in Lake Erie eingesetzt worden war, spielte er in der Saison 12/13 seine ersten Partien in der NHL. Im Sommer 2013 wurde der Kontrakt des Angreifers in Colorado um drei Jahre verlängert und Bordeleau in der folgenden Spielzeit als Stammspieler bei den Avalanche eingesetzt. Im Vorfeld der Saison 2014/15 erlitt Bourdeleau eine schwerwiegende Rückenverletzung, die ihn zu einer mehrmonatigen Verletzungspause zwang. Im Dezember 2014 kam er dann zu seinem ersten Saisonspiel, in dem er sich eine Patellafraktur zuzog und den Rest der Saison ausfiel.
In der Saison 2015/16 spielte Bordeleau ausschließlich für das neue Farmteam der Avalanche, die San Antonio Rampage, ehe er sich im August 2016 zu einem Wechsel nach Europa entschloss und einen Einjahresvertrag bei den Cardiff Devils aus der Elite Ice Hockey League unterzeichnete.